# Antoine Rabillard
Antoine Rabillard (22 september 1995) is een Frans voetballer die bij voorkeur als aanvaller speelt. Hij stroomde in 2016 door vanuit de jeugd van Olympique Marseille. In de seizoenen 2019/2020 en 2020/2021 kwam hij uit voor Go Ahead Eagles.

## Clubcarrière
Olympique Marseille plukte Rabillard in 2014 weg bij AS Béziers, waar hij drie wedstrijden in het eerste elftal had gespeeld. Bij Olympique Marseille begon hij in het tweede elftal. Op 10 januari 2016 debuteerde de aanvaller in de Ligue 1 tegen EA Guingamp. Drie dagen later mocht hij in de Coupe de la Ligue opnieuw invallen, ditmaal tegen Toulouse. Op 29 januari 2016 maakte Rabillard zijn eerste competitietreffer tegen Lille OSC. In 2017 keerde Rabillard terug naar AS Béziers, waarmee hij aan het eind van het seizoen promoveerde naar de Ligue 2 en in het jaar erop weer degradeerde. In 2019 nam Go Ahead Eagles Rabillard transfervrij over. Bij deze club speelde hij twee seizoenen in de Keuken Kampioen Divisie; in het laatste seizoen droeg hij bij aan de promotie van de club naar de Eredivisie.

## Carrièrestatistieken
| Seizoen                    | Club                | Land      | Competitie              | Wed. | Goals |
| -------------------------- | ------------------- | --------- | ----------------------- | ---- | ----- |
| 2015/16                    | Olympique Marseille | Frankrijk | Ligue 1                 | 3    | 1     |
| 2016/17                    | Olympique Marseille | Frankrijk | Ligue 1                 | 2    | 0     |
| 2017/18                    | AS Béziers          | Frankrijk | Championnat National    | 27   | 7     |
| 2018/19                    | AS Béziers          | Frankrijk | Ligue 2                 | 24   | 2     |
| 2019/20                    | Go Ahead Eagles     | Nederland | Keuken Kampioen Divisie | 24   | 9     |
| 2020/21                    | Go Ahead Eagles     | Nederland | Keuken Kampioen Divisie | 29   | 6     |
| Totaal                     | Totaal              | Totaal    | Totaal                  | 109  | 25    |
| Bijgewerkt t/m 26 mei 2021 |                     |           |                         |      |       |